# Aditya Prakash
Aditya Prakash (* 7. September 1990) ist ein indischer Badmintonspieler.

## Karriere
Aditya Prakash gewann bei den Commonwealth Youth Games 2008 Silber im Herreneinzel, nachdem er bei den nationalen Juniorentitelkämpfen zweimal Gold erringen konnte und bei der Badminton-Juniorenweltmeisterschaft Vierter mit seinem Nationalteam wurde. Bei den India International 2012 belegte er Rang drei. Im gleichen Jahr war er auch beim India Open Grand Prix Gold 2012 am Start. 2013 startete er in der Indian Badminton League.